# Мирне (Хабаровський район)
Ми́рне (рос. Мирное) — село у складі Хабаровського району Хабаровського краю, Росія. Адміністративний центр Восточного сільського поселення.

## Населення
Населення — 1574 особи (2010; 1645 у 2002).
Національний склад (станом на 2002 рік):
- росіяни — 92 %